# Aq Qoyunlu

Flagge der Aq Qoyunlu

Die Aq Qoyunlu (oghusisch: Āq Qoyunlu / آق قويونلو oder Ak Koyunlu / اق قويونلو, deutsch: „(jene) mit weißen Hammeln“) war eine turkmenische Stammesföderation, die nach der Mongolenherrschaft in Diyar Bakr aufstieg. Sie beherrschte anfänglich Teile Ostanatoliens, später auch Aserbaidschan und weite Teile des Irak und Irans (1389–1507). Das Herrscherhaus der Aq Qoyunlu gehörte dem Oghus-Clan der Bayındır an. Die Föderation bestand neben den Bayındır aus verschiedenen weiteren oghusischen Clans (Bayat, Döğer, Çepni etc.), die mit den Seldschuken aus Zentralasien angekommen waren und unter der späteren Mongolenherrschaft ein unscheinbares Dasein geführt hatten.

## Herkunft

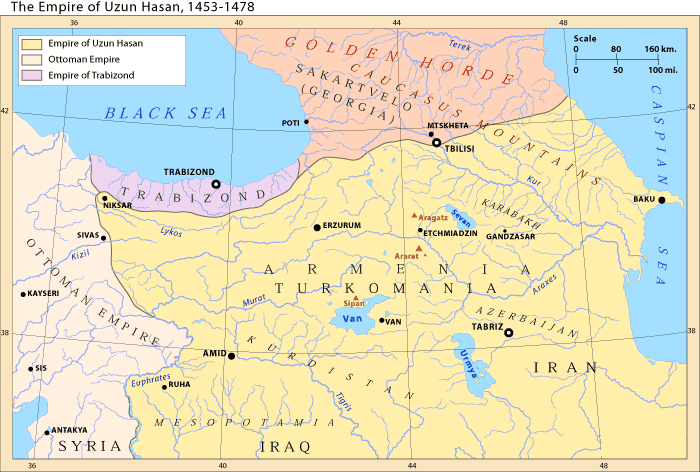
Die nördlichen Provinzen des Reichs unter Uzun Hasan, nach der Eroberung der Qara Qoyunlu in den Jahren 1466/67. Die Karte beinhaltet das mit den Aq Qoyunlu verbündete Kaiserreich Trapezunt, welches jedoch bereits 1461 an das Osmanische Reich gefallen war.

Die Aq Qoyunlu waren ein nomadisierender Turkmenenstamm, aus dem in späterer Zeit eine Stammeskonföderation hervorging. Sie waren die Rivalen der Qara Qoyunlu („jene mit schwarzen Hammeln“), eines weiteren Turkmenenstammes. Die Herkunft der Bezeichnungen ist nicht geklärt. Entweder versteht man darunter Totemtiere oder man nimmt an, dass die jeweilige Farbe (schwarz/weiß) bei den Schafherden überwog.
Über die frühen Jahre der Aq-Qoyunlu- und der Qara-Qoyunlu-Stämme berichtet das türkische Epos Dede Korkut. In byzantinischen Quellen wird die Bayundur-Familie (das Herrscherhaus der Aq Qoyunlu) erstmals im Jahr 1340 erwähnt. Hier wird von Bayundur Khan als Nachfahre des legendären Oghuz Khan und Herrscher der Oghus Stammesföderation berichtet. Zuvor war der Clan der Bayundur neben sechs weiteren Stämmen wie bspw. den Kiptschaken Teil der Kimek Stammesföderation gewesen, die nach dem Zusammenbruch des Zweiten Khaganats der Kök-Türken entstanden war und sich über einen Großteil der kasachischen Steppe erstreckte. Die Bayundur wurden später vom persischen Gelehrten Gardizi explizit als Stamm der Kimek erwähnt. Nach der Auswanderung des Stammes von Seldschuk aus dem ursprünglichen Siedlungsgebiet der Oghus am Aralsee über Iran nach Anatolien verließen nach und nach auch die anderen Clans ihre Heimat und siedelten sich vom 11. bis 13. Jahrhundert in Teilen Irans, des Iraks, Aserbaidschans und vor allem der Türkei an, so vermutlich auch der Clan der Bayundur. Ihre Auswanderung fand vermutlich während der Herrschaft des Argun Khan (1284–1291) aus dem Gebiet Chorasan in das historische Aserbaidschan statt.

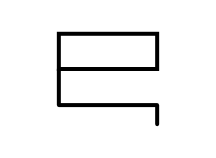
Tamgha (offizielles Erkennungssymbol) des Stammes der Bayundur, überliefert nach Mahmūd al-Kāschgharī im 11. Jahrhundert.

Der Name der herrschenden Sippe Bayundur (oder Bayındır) ist (ebenso wie bei den Qara Qoyunlu die Herrschersippe Baharlu bzw. Barani) auch schon für die vormongolische Zeit belegt und wird von Raschid ad-Din (um 1303) mit den 24 Oghusenstämmen in Verbindung gebracht. Die Dynastiechronik (um 1470) führt die Herkunft über 51 Geschlechter auf den legendären Oğuz Khan zurück, wobei jene Chronik vermutlich zur politischen Legitimation der Aq-Qoyunlu-Herrschaft beitragen sollte und weniger als Beleg für die Herkunft der Herrscherfamilie zu verstehen ist.

## Vom Fürstentum zur Großmacht

### Konsolidierung als Regionalmacht unter Qara Osman Bey

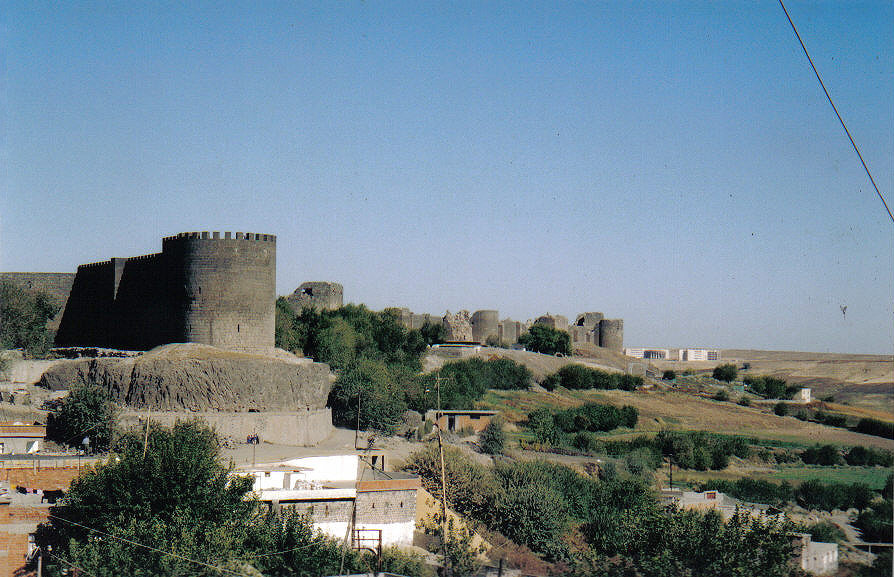
Die Stadtmauer von Diyarbakır.

Die Aq Qoyunlu als eigenständige staatliche Einheit sind seit dem 14. Jahrhundert um Diyarbakır einwandfrei fassbar und haben sich wahrscheinlich nach dem Untergang des Rum-Seldschukenreiches formiert. Ab 1340 unternahmen die Aq Qoyunlu unter der Führung von Tur Ali Beg (1340–63) Raubzüge gegen Mesopotamien, Syrien und in besonderem Maße gegen Trapezunt. Tur Ali war bereits zu Ilchan Ghazans Zeiten ein Emir. Im Jahre 1348 erschienen die Aq Qoyunlu vor Trapezunt. Vier Jahre später verheiratete Kaiser Alexios III. seine Schwester mit Tur Alis Sohn Kutlu Beg im Zuge eines Kompromissfriedens. In der Folgezeit wurden unter der Herrschaft von Kutlu (1362–89) noch weitere Ehen zwischen den Aq Qoyunlu und dem Kaiserhaus Trapezunts geschlossen, sodass eine Annäherung zwischen beiden Reichen stattfand. Dieses Bündnis zwischen dem christlich geprägten Kaiserreich Trapezunt und dem muslimisch geprägten Fürstentum Aq Qoyunlu sollte im Laufe des 15. Jahrhunderts entscheidend sein für die Außenpolitik der Turkmenen gegenüber den aufsteigenden Osmanen in Anatolien.
Als eigentlicher Gründer des Staates ist Qara Yoluq Osman Bey (oder auch Qara Yülük ʿOṯmān Beg, reg. 1389–1435) bekannt, Sohn von Kutlu Beg. Er machte 1399 Timur in Karabag seine Aufwartung, als sich die übrigen Turkmenenführer (insbesondere sein Rivale Qara Yusuf von den Qara Qoyunlu) gegen diesen stellten. Als Timurs Verbündeter wurde er mit Diyarbakır belehnt und nahm 1402 durch die Schlacht bei Ankara an dessen Feldzug gegen die Osmanen teil, verlor aber mit Timurs Tod viel Rückhalt und bekam erneut Probleme mit seinem Rivalen Qara Yusuf. In der Zeit von Qara Yoluq Osman Bey sind diplomatische Kontakte der Turkmenen nach Europa belegt. So pflegten die Aq Qoyunlu gute Beziehungen zu König Sigismund und waren dessen politisch wichtigster Verbündeter im Kampf gegen das Osmanische Reich, wenngleich es sich um ein loses Bündnis handelte und womöglich symbolischer Natur war. Nach dem Auftreten von Iskander, einem Prinzen der Qara Qoyunlu, zog Qara Yoluq ab 1432 erneut in die Schlacht gegen die Rivalen im Osten und kam 1435 bei einem Gefecht gegen Iskanders Truppen nahe Erzurum ums Leben. Nach Qara Yoluqs Tod im Alter von 80 Jahren geriet die Föderation unter den Druck der Qara Qoyunlu und verlor viele der beherrschten Gebiete.
Qara Yoluq prägte das Reich der Aq Qoyunlu sowohl aufgrund seiner aktiven Außenpolitik, die Eroberungen umfasse, als auch durch seine innenpolitischen Handlungen. So erwarb die Konföderation nicht nur mehr Territorium, sondern gewann auch die Unterstützung durch zusätzliche Stämme, die von Qara Yoluqs Erfolgen angezogen wurden. Es gibt Anzeichen dafür, dass die überwiegend christlichen sesshaften Bewohner nicht völlig von den wirtschaftlichen, politischen und sozialen Aktivitäten des Staates Aq Qoyunlu ausgeschlossen waren und ihnen durchaus Teilhabe am Staat zugesprochen wurde. Außerdem verfügte Qara Yoluq über einen rudimentären bürokratischen Apparat iranisch-islamischer Prägung. Dennoch blieb die turkmenische Militärelite eindeutig der dominante Faktor in staatlichen Angelegenheiten. In der Hoffnung, den einer Stammeskonföderation innewohnenden zentrifugalen Tendenzen entgegenzuwirken und den Zusammenhalt des Fürstentums zu stärken, wies Qara Yoluq seit 1424 neu eroberte Gebiete seinen Söhnen statt individuellen Stammesführern außerhalb der Familie zu, doch diese Politik führte nicht zu den erwarteten Ergebnissen.
Die Söhne Qara Yoluqs zerstritten sich, ihr Territorium schrumpfte wieder auf das Ausgangsgebiet um Diyarbakır zusammen und die Qara Qoyunlu erlangten die Vorherrschaft. Daran änderte sich auch unter Qara Yoluqs Enkel Jahangir nichts, der gegen seine Onkel und Vettern antreten musste. 1453 wurde Jahangir von seinem Bruder Uzun Hasan in einem Handstreich entmachtet.

### Aufstieg zur Großmacht unter Uzun Hasan
Erst unter Uzun Hasan (reg. 1453–1478) kam es erneut zum Aufstieg und letztlich zur Glanzzeit der Aq Qoyunlu. Nach über einem Jahrzehnt der militärischen Ruhephase begann er 1467 mit der Eroberung der Gebiete östlich und südöstlich seines Herzogtums. Seine Armee konnte die Qara Qoyunlu unter Dschahan Schah vernichtend schlagen und deren Reich im westlichen Iran, Aserbaidschan und dem Irak erobern. Deshalb sah sich Uzun Hasan selbst als „Wahrer der türkischen Einheit“ und verglich sich mit Timur, dessen ehrgeizigen Nachfolger und Timuriden Abu Said er 1469 besiegte und tötete. Zwar eroberte Uzun Hasan nicht das gesamte Territorium, das aus historischer Sicht der persischen bzw. iranischen Einflusssphäre entspricht und stieß nach der Auslöschung der Timuriden nicht weiter nach Osten vor. Allerdings nahm er dennoch, sich selbst in Tradition der Perser sehend, den altiranischen Titel Padishah-i-Iran (Großkönig von Iran) an und besiegelte mit der Verlegung seiner Hauptstadt von Diyarbakır nach Täbriz die Errichtung eines transnationalen und multiethnischen Großreichs, das sich in seiner größten Ausdehnung vom Kaspischen Meer bis Syrien und von Aserbaidschan bis Bagdad erstreckte.

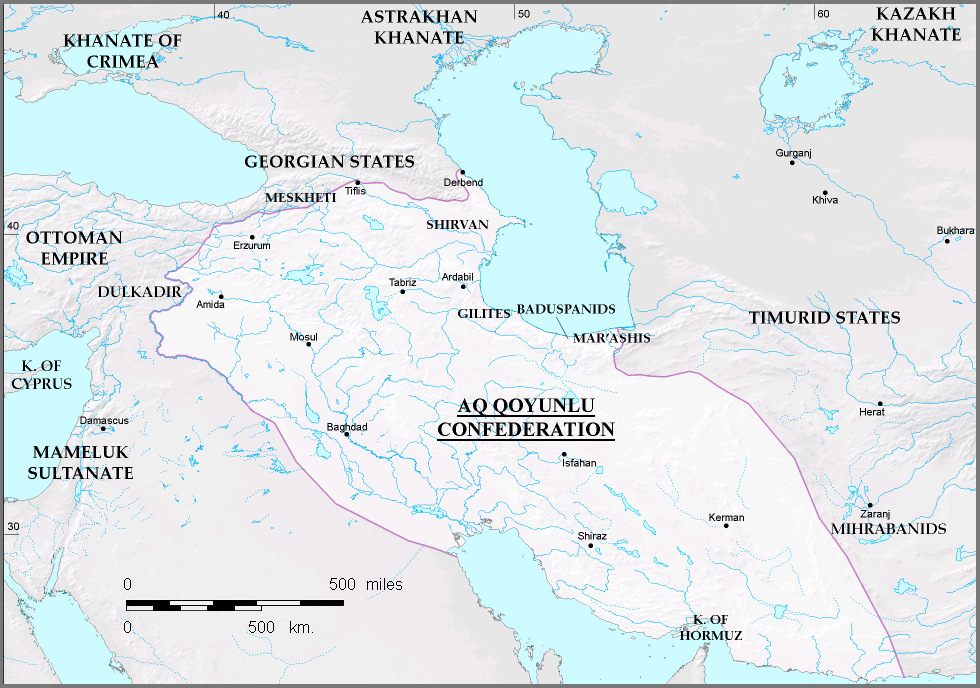
Größte Ausdehnung unmittelbarer Herrschaft und stärkeren Einflusses der Aq Qoyunlu im Jahr 1478.

Die Herrschaft Uzun Hasans war den nomadischen Traditionen entsprechend indirekt. Er forderte die jährlichen Tribute und Steuern von den örtlichen Fürsten, baute aber bis zur Verlegung der Hauptstadt nach Täbriz keine feste Residenz und errichtete keine tragfähigen Herrschafts- und Verwaltungsstrukturen. Gleichwohl stieß er eine Reihe von hauptsächlich wirtschaftlichen Reformen an, die im nur fragmentiert erhaltenen Werk des sog. qanun nama qänün-i Hasan padishah erhalten sind und die Bevölkerung im Reich vor übermäßigen Steuerabgaben und der Willkür lokaler Herrscher schützen sollten. Diese Anordnungen hatten zumindest in Teilen Persiens mindestens bis in die Zeit des Safaviden-Herrschers Tahmasp (reg. 1524–1576) Bestand. Bis heute sind einige wenige Auszüge aus den von Uzun Hasan erstellten Regularien erhalten geblieben, sie beziehen sich unter anderem auf die Provinzen Diyarbakir, Mardin, Ergani, Urfa, Erzincan und Harput, die zusammen den Nordwesten des Reichs der Aq Qoyunlu bildeten.
Die Außenpolitik des neuen Großreichs entspricht einer gewissen Kontinuität mit Blick auf die außenpolitischen Tätigkeiten von Uzun Hasans Vorgängern. Während die Beziehungen zum Kaiserreich Trapezunt weiterhin Bestand hatten – Uzun Hasans Ehefrau war Theodora Megale Komnene, Tochter des trapezuntinischen Kaisers Alexios IV. – pflegten die Turkmenen vor allem ihre Verbindungen zu jenen Staaten, die sich vom Osmanischen Reich bedroht sahen. Die Eroberung des verbündeten und familiär eingeflochtenen Trapezunt durch die Osmanen 1461 konfrontierte nun auch die Aq Qoyunlu mit diesem neuen Gegner. Die Turkmenen schmiedeten schließlich Pläne, um die osmanische Gefahr einzudämmen. Zu diesem Zwecke nahm Uzun Hasan mit Ländern der christlichen Welt Beziehungen auf, um sich die gefürchteten Feuerwaffen zu verschaffen, über welche die Osmanen ebenfalls verfügten. Dies beweisen zahlreiche Briefe an christliche Herrscher und Politiker in Venedig und anderswo, die Uzun Hasans Ambitionen in Anatolien unterstreichen. So wandte er sich am 21. Februar 1471, kurz nach der Eroberung der Qara Qoyunlu im Irak und in Iran, an Giovanni Orsini, Großmeister von Rhodos, und forderte ihn zur Unterstützung des anatolischen Beyliks Karaman gegenüber den Osmanen auf. Die Karamaniden wurden in jener Zeit zunehmend von den Osmanen bedrängt und fürchteten sich vor einer Annexion. Uzun Hasan wandte sich daher in höchster Dringlichkeit an Orsini:

„Unser königliches Herz wurde bezüglich Horasan mit Hilfe Gottes, des Königs und Richters, beruhigt, und Wir beschlossen, einen Feldzug nach Georgien zu unternehmen, und Wir brachen auf und zogen nach Azarbaijan. In dieser Zeit kam ein Gesandter von Karaman und beklagte sich über die Übergriffe der Osmanen („Rūm“). Es besteht kein Zweifel, dass diese Sache Euch bekannt ist. Deswegen schickten Wir den geschätzen, ruhmvollen Zainal Bek Bahador (Sohn Uzun Hasans) Karaman zur Hilfe, und zu seiner Unterstützung schickten Wir 30.000 Mann Unserer tapferen Reiter. [...] Die hohe Exzellenz muss Karaman mit dem Notwendigen an Getreide, Proviant und Lebensmitteln unterstützen, sich bemühen, Schaden der Osmanen von ihnen abzuwenden und danach streben, sie durch einen Angriff gegen sie am Übeltun zu hindern. [...] Er darf in diese Sache nichts unterlassen oder durch Nachlässigkeit verzögern. Denn wenn die Osmanen Karman beherrschen würden, würdet Ihr Schlechtigkeit und Feindschaft erfahren. Es ist an Euch, Austausch von Boten und Briefen aufzunehmen, Eure Bedürfnisse mitzuteilen und Eure Lage vorzutragen.“

Ein fast wortgleicher Brief ist außerdem an Jaques II., König von Zypern, adressiert. In Korrespondenz an die Karmaniden unterstrich Uzun Hasan seine Pläne, die Aufmerksamkeit des Aq Qoyunlu Reiches nach Anatolien zu wenden und erklärte sich damit zu ihrer Schutzmacht gegenüber den Osmanen. 

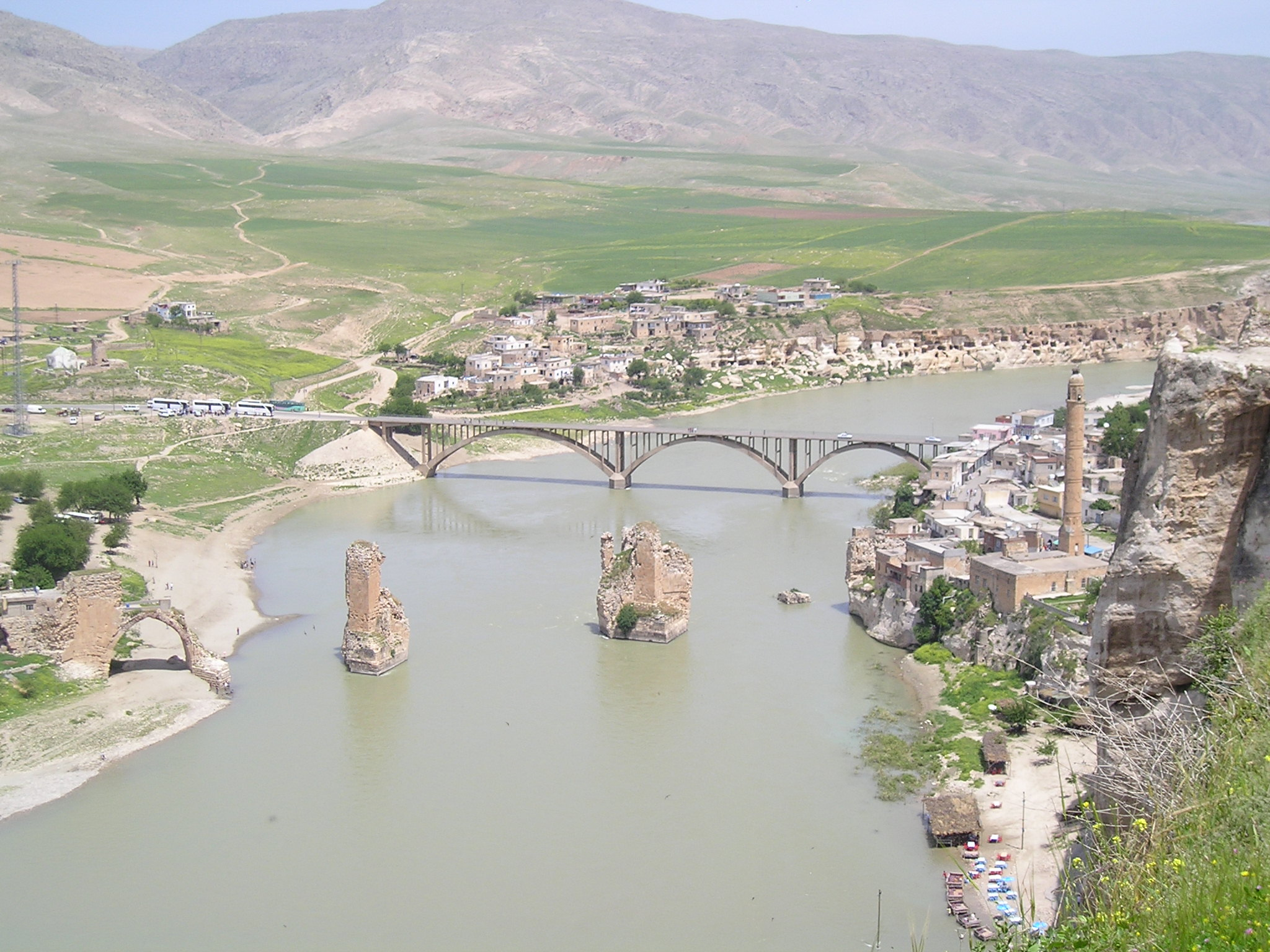
Das antike Hasankeyf nahe der türkischen Provinz Batman war eines der ersten Städte, welche die Herrschaft Uzun Hasans nach dessen Machtaufstieg zum Anführer der Aq Qoyunlu anerkannte.

Seit 1471 kämpfte er in Ostanatolien im Bündnis mit Venedig (sandte eine Flotte mit 99 Galeeren unter Pietro Mocenigo) gegen die Osmanen Mehmed des Eroberers, wurde von diesen aber am 11. August 1473 in der Schlacht von Otlukbeli bei Erzincan schwer geschlagen, da die Osmanen Artillerie einsetzen konnten, über die Uzun Hasan nicht verfügte, nachdem die venezianischen Galeeren nicht rechtzeitig angelegt und daher die Feuerwaffen nicht bis zur turkmenischen Armee gelangt waren. Bis zu seinem Tod 1478 agierte Uzun Hasan zumindest in außenpolitischer Sicht zurückhaltend. Trotz der Niederlage bei Otlukbeli blieben die Grenzen der Aq Qoyunlu stabil, da die Osmanen keine Angriffe auf das Territorium der Turkmenen unternahmen.

### Stagnation und Niedergang
Uzun Hasans Nachfolger war sein ältester Sohn Halil. Doch kurz nach Thronbesteigung wurde Halil von dessen 14 Jahre altem Bruder und Thronanwärter Ya'qub mitsamt Verbündeten im Juli 1478 bei der Schlacht von Choy geschlagen und dabei getötet. Ya'qubs Armee setzte sich aus rebellischen Turkmenen zusammen, die vom Niedergang ihres Einflusses in Iran betrübt waren, die zudem ihre Rechte als lokale Herrscher im Rahmen von politischen Zentralisierungsversuchen des neuen Sultans Halil beschnitten sahen.
Ya'qub (reg. 1478–1490) übernahm nun die Macht über die Aq Qoyunlu und hielt den Staat nach anfänglichen Kämpfen um die Thronfolge zusammen, indem er die Großen des Reiches für sich zu gewinnen suchte und Kriege möglichst vermied. Ya'qub und dessen Berater gewannen die ehemaligen Unterstützer des getöteten Halil umsichtig zurück, indem sie ihnen erlaubten, ihre Positionen in den Provinzen und im Staat zu behalten. Die Revolten in Kerman (1479) und Hamadan (1481) stellten keine ernsthafte Gefahr dar und wurden bald unterdrückt, während äußere Bedrohungen praktisch nicht vorhanden waren. Die Annexion eines kleinen Bezirks nördlich von Bayburt durch die Osmanen im Frühjahr 1479 blieb ein isolierter Vorfall und führte nicht zum Krieg, und ein Angriff einer Streitmacht der Mamluken im Jahr 1480, mit der Eroberung Diyarbakırs als Ziel, wurde von Ya'qubs Truppen erfolgreich abgewehrt.

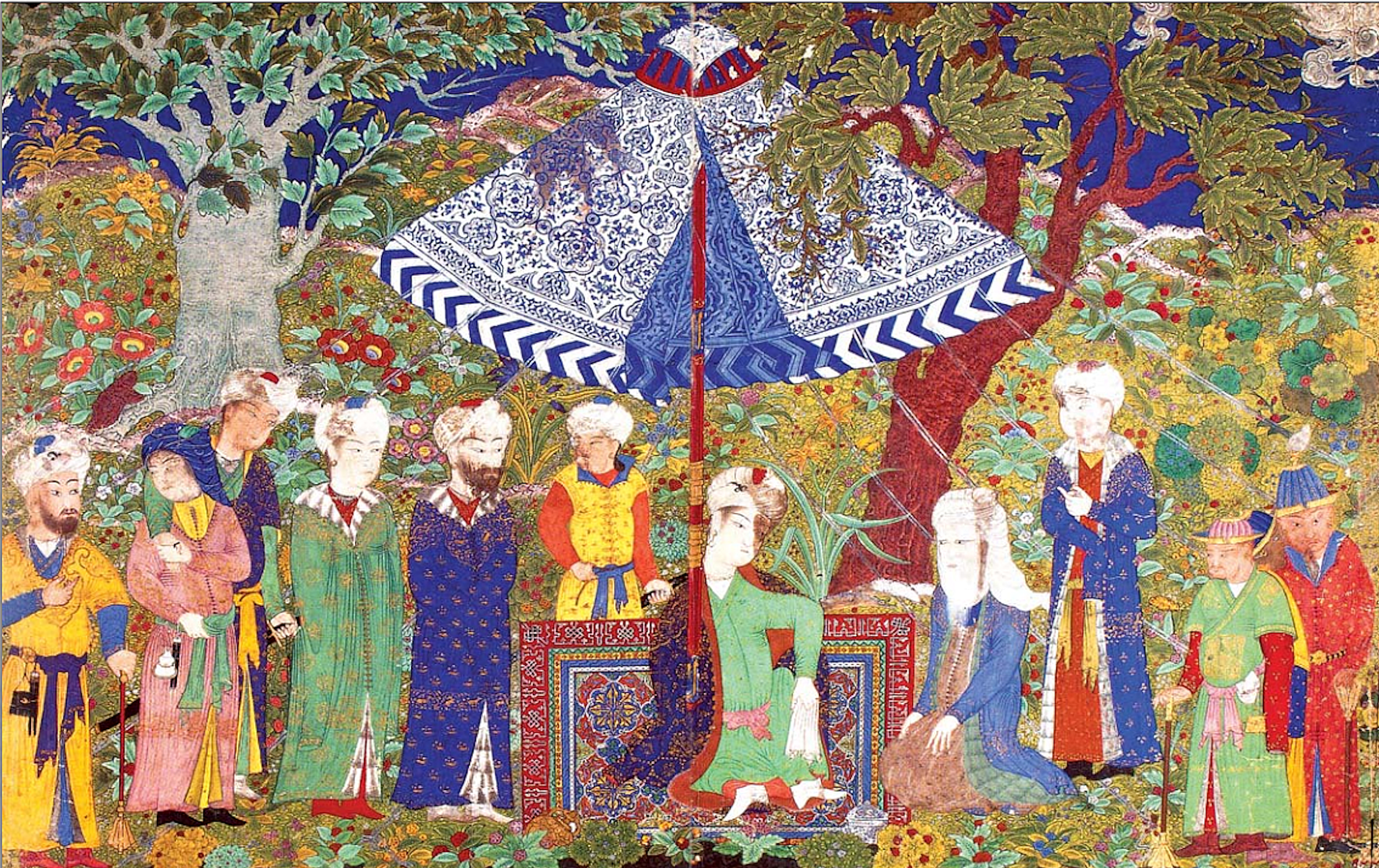
Sultan Ya'qub bei einer Zeremonie mit Höflingen und Gästen im Palast von Täbriz (osmanische Darstellung, ca. 15. Jahrhundert).

1488 ließ er den umtriebigen Safawiyya-Führer Scheich Haidar töten, da dieser inneren Streit verursacht hatte. Der Gegensatz zu dem zentralisierten, sunnitischen Osmanenreich und die darauf basierende Unterstützung Uzun Hasans für den Safawiyya-Orden hatte den Scheichs geholfen, im Rahmen ihrer volkstümlichen schiitischen Bewegung (1301 gegründet) Turkmenenstämme aus Ustac, Mossul, Tekke, Bayburt, Karadağ, Dulkadir, Varsak und Afschar um sich zu versammeln, die später als Qizilbasch bekannt wurden. Haidar war Yaqubs Vetter und Schwager. Seine Söhne Ali Mirza († 1494) und Ismail (1487–1524) führten den Safawiyya-Orden fort.
Als Yaqub 1490 plötzlich starb und die Nachfolger sich einmal mehr um den Thron stritten, gerieten die Aq Qoyunlu zunehmend unter den Druck der aufstrebenden Safawiyya unter Ali und dem jugendlichen Ismail, Gründer des Safawiden-Reiches (1501–1736). Ismail entriss 1501 Täbriz dem Thronanwärter Alwand und stürzte 1507 den letzten Regenten der Aq Qoyunlu in Mardin. Schah Ismail vereinigte Persien unter seiner Herrschaft. Die überlebenden Bayindir ließen sich in Tripoli, Aleppo und Sivas nieder.

## Herrscher
- Tur Ali Beg (1340–ca. 1363)
- Kutlu Beg, Sohn Tur Ali Begs (1363–1378/9)
- Ahmad Beg, Sohn Kutlu Begs (–1389)
- Qara Yoluq Osman Bey, Sohn Kutlu Begs (1389–1435)
- Ali Beg, Sohn Osmans († 1438)
- Hamza Beg, Sohn Osmans († 1444)
- Jahangir, Sohn Alis (1444–1453, † 1469)
- Uzun Hasan, Sohn Alis (1453–1478)
- Halil Sultan, Sohn Uzun Hasans 1478
- Ya'qub, Sohn Uzun Hasans (1478–1490)
- Baisonqur (1490–1493)
- Rustam (1493–1497)
- Göde Ahmed, Sohn von Ogurlu Muhammed (1497)
- Elvend Mirza, Enkel Uzun Hasans (1498–1502)[25]
- Murad, Sohn von Ya'qub und letzter Sultan (1497 in Iran, 1502–1508)